# Andrzej Aumiller
Andrzej Kordian Aumiller, né le 25 juin 1947 à Trzcianka, est un homme politique polonais. Il est ministre des Travaux publics entre novembre 2006 et novembre 2007.

## Biographie
Membre du Parti ouvrier unifié polonais (PZPR), il est élu à la Diète en 1989 dans la circonscription de Poznań-Stare Miasto. Il quitte le PZPR l'année suivante pour rejoindre l'Union sociale-démocrate polonaise (PUSD), puis n'est pas réélu député en 1991. En 1992, il décide d'adhérer à l'Union du travail (UP).
Aux élections législatives du 19 septembre 1993, il est réélu à la Diète, dans la circonscription de Poznań avec 2 479 votes préférentiels. Il échoue à conserver son mandat lors des élections législatives du 21 septembre 1997.
Il postule de nouveau à un siège de député au cours des élections législatives du 23 septembre 2001, sous les couleurs de la coalition SLD-UP. Avec 6 424 suffrages de préférence, il réussit à faire son retour à la Diète. Il occupe notamment la présidence de la commission de l'Agriculture et du Développement rural.
Il quitte l'UP en août 2005 et adhère à l'Autodéfense de la république de Pologne (SRP). Bien qu'il engrange 10 389 voix préférentielles dans sa circonscription lors des élections législatives du 25 septembre, la liste SRP ne remporte aucun des dix sièges à pourvoir, et il doit de nouveau quitter la Diète.
Le 3 novembre 2006, Andrzej Aumiller est nommé ministre des Travaux publics dans le gouvernement de coalition du conservateur Jarosław Kaczyński. Il est relevé de ses fonctions après la rupture de la coalition au pouvoir, le 13 août 2007. Aux élections législatives anticipées du 21 octobre, il postule dans la circonscription de Konin, mais la SRP n'atteint pas le seuil de représentativité à la Diète.
Il est ensuite candidat aux élections européennes du 7 juin 2009, puis aux élections locales de novembre 2010 et aux élections législatives du 9 octobre 2011, toujours sans succès. Après avoir quitté la SRP et fondé le Parti des retraités, il abandonne toute affiliation partisane et échoue aux élections législatives du 25 octobre 2015.